# フェルノ
フェルノ（伊: Ferno）は、イタリア共和国ロンバルディア州ヴァレーゼ県にある、人口約6,700人の基礎自治体（コムーネ）。
ミラノの北西約40kmに位置する都市で、イタリア最大級の空港のひとつであるミラノ・マルペンサ国際空港のターミナルビルが市域にある。

## 地理

### 位置・広がり
ヴァレーゼ県南部に位置する。ノヴァーラから北北東へ21km、県都ヴァレーゼから南南西へ24km、州都ミラノから西北西へ38kmの距離にある。
町域の西部はミラノ・マルペンサ空港の敷地となっており（空港は、ソンマ・ロンバルド、カゾラーテ・センピオーネ、カルダーノ・アル・カンポ、サマラーテ、フェルノ、ロナーテ・ポッツォーロ、ヴィッツォーラ・ティチーノの市域にまたがる）、空港のターミナル1は市域にある。

#### 隣接コムーネ
隣接するコムーネは以下の通り。
- ロナーテ・ポッツォーロ
- サマラーテ
- ソンマ・ロンバルド
- ヴィッツォーラ・ティチーノ

### 地震分類
イタリアの地震リスク階級 (it) では、4 に分類される
。